# Đới hội tụ liên chí tuyến

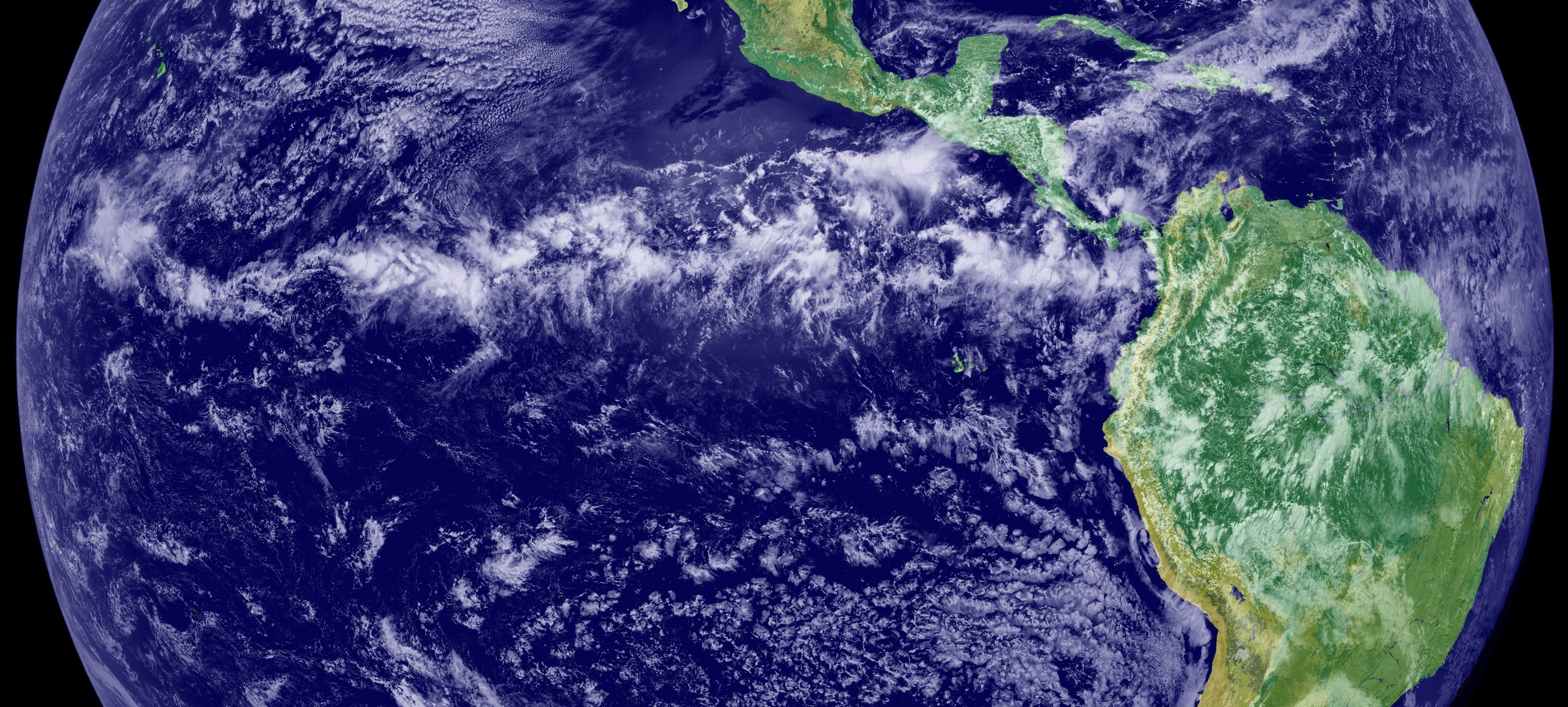
Những đám mây dông của Đới hội tụ liên chí tuyến tạo thành một dải trên khắp phía đông Thái Bình Dương

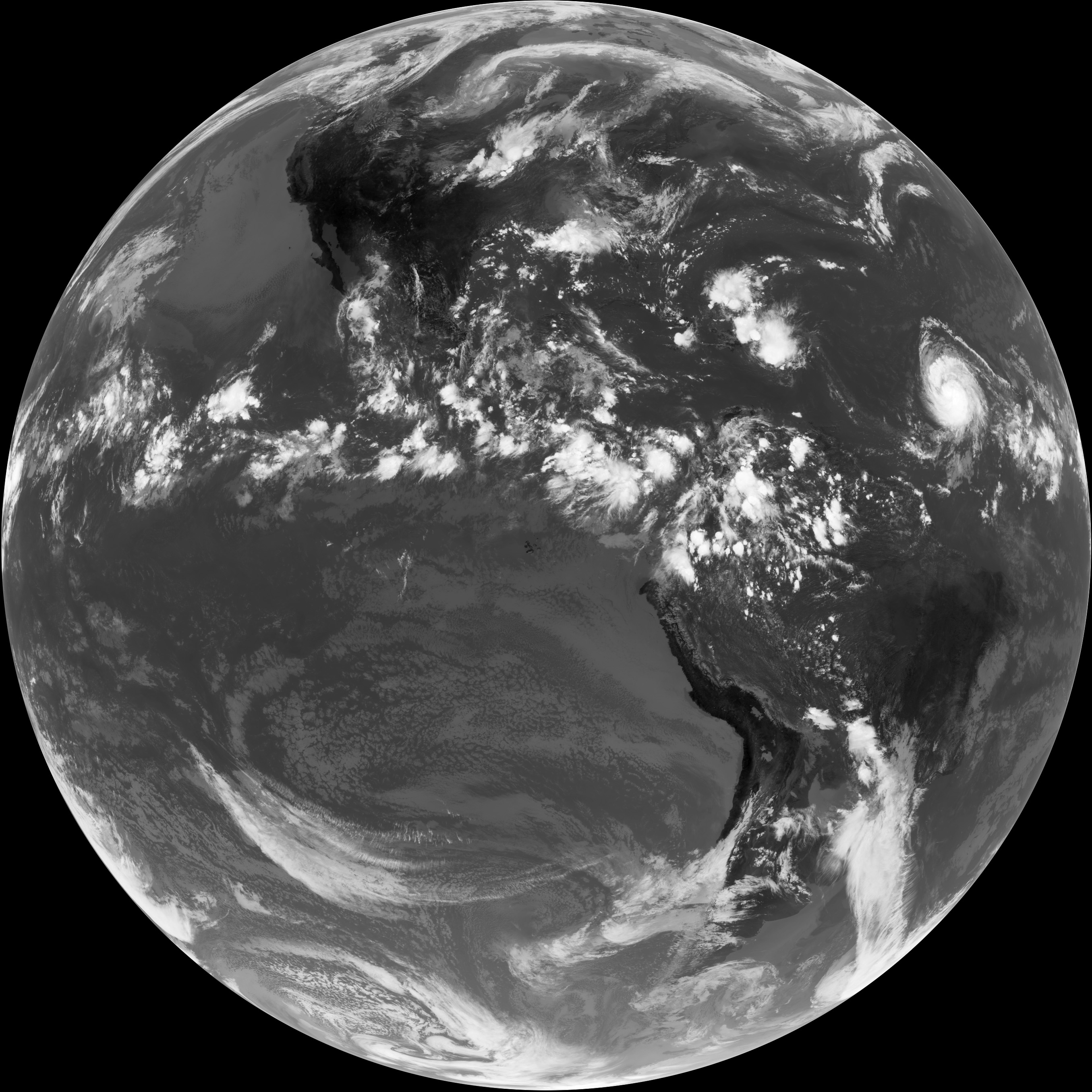
Ảnh hồng ngoại từ GOES 14 cho thấy Đới hội tụ liên chí tuyến.

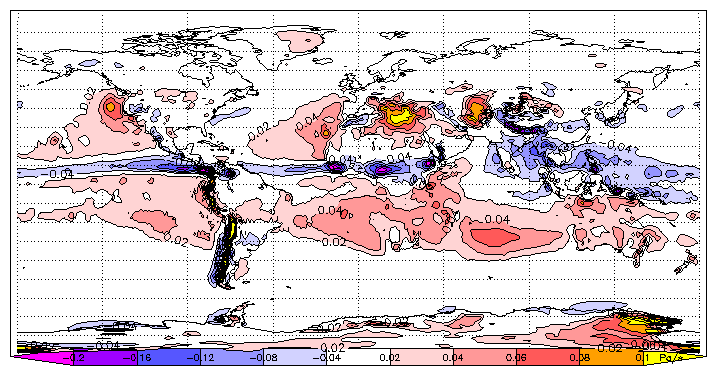
Vận tốc không khí đứng trung bình tháng 7 tại áp suất 500 hPa. Luồng khí đi lên (giá trị âm) tập trung gần đường xích đạo Mặt Trời; luồng khí đi xuống (giá trị dương) phân tán nhiều hơn

Đới hội tụ liên chí tuyến (tiếng Anh: Intertropical Convergence Zone (ITCZ)), còn được các thủy thủ gọi là đới lặng gió xích đạo (tiếng Anh: doldrum hay calms), là vùng xung quanh Trái Đất gần đường xích đạo, nơi gió mậu dịch đông bắc và đông nam hội tụ.
ITCZ ban đầu được xác định là "Frông liên chí tuyến" ("Intertropical Front" - "ITF") từ thập niên 1920 tới 1940, nhưng sau khi người ta công nhận về sự hội tụ trường gió đáng kể trong các hiện tượng thời tiết nhiệt đới vào thập niên 1940 và 1950, thuật ngữ ITCZ được áp dụng. Khi nằm gần xích đạo, nó được gọi là rãnh gần xích đạo. Tại những nơi ITCZ tham gia vào hệ thống tuần hoàn gió mùa, đôi khi nó được gọi là một rãnh gió mùa, thường phổ biến hơn ở Úc và một số phần châu Á. Theo cách nói của những người đi biển, vùng này được gọi là đới lặng gió do những kiểu hình thời tiết khó dự đoán (không thay đổi) với những khoảng lặng gió yên ả và những cơn dông dữ dội.
ITCZ xuất hiện với hình thù là một dải mây, thường là mây dông, bao vòng quanh Trái Đất gần đường xích đạo. Ở Bán cầu Bắc, gió mậu dịch thổi theo hướng đông bắc-tây nam, trong khi ở Bán cầu Nam, chúng thổi theo hướng đông nam-tây bắc. Khi ITCZ nằm ở miền phía bắc hoặc nam đường xích đạo, các hướng gió này thay đổi theo hiệu ứng Coriolis do hiện tượng tự quay của Trái Đất. Ví dụ, khi ITCZ nằm ở phía bắc của xích đạo, gió mậu dịch đông nam đổi thành gió tây nam khi đi qua xích đạo. ITCZ được hình thành bởi chuyển động đứng phần lớn xuất hiện dưới dạng hoạt động đối lưu của các cơn dông tùy theo nhiệt từ Mặt Trời, từ đó hút không khí vào; đây chính là các luồng gió mậu dịch.
Vị trí của ITCZ thay đổi dần dần theo mùa, tương ứng với vị trí của đường xích đạo nhiệt. Do nhiệt dung của các đại dương lớn hơn không khí trên đất liền, sự chuyển dịch mùa trên đất liền là đáng kể hơn cả. Trên các đại dương, nơi mà đới hội tụ được định nghĩa rõ hơn, chu kỳ mùa khó nhận biết hơn, do dòng đối lưu bị phụ thuộc vào sự phân bố nhiệt độ đại dương. Đôi khi còn hình thành cả một ITCZ kép, một đới ở phía bắc và đới còn lại ở phía nam đường xích đạo, trong đó một đới mạnh hơn đới còn lại. Khi điều này xảy ra, một rãnh áp cao hẹp sẽ hình thành giữa hai đới hội tụ.